# São Martinho de Bougado
A Freguesia de São Martinho de Bougado foi uma freguesia portuguesa do Município da Trofa a qual tinha 12,98 km² de área e 15 190 habitantes (2011), e, por isso, uma densidade populacional de 1 170,3 hab/km².
A Freguesia de São Martinho de Bougado foi extinta (agregada) em 2013, no âmbito de uma reforma administrativa nacional, para, em conjunto com a Freguesia de Santiago de Bougado, formar uma nova freguesia denominada União das Freguesias de Bougado (São Martinho e Santiago).

## População
| População da freguesia de Bougado (São Martinho) | População da freguesia de Bougado (São Martinho) | População da freguesia de Bougado (São Martinho) | População da freguesia de Bougado (São Martinho) | População da freguesia de Bougado (São Martinho) | População da freguesia de Bougado (São Martinho) | População da freguesia de Bougado (São Martinho) | População da freguesia de Bougado (São Martinho) | População da freguesia de Bougado (São Martinho) | População da freguesia de Bougado (São Martinho) | População da freguesia de Bougado (São Martinho) | População da freguesia de Bougado (São Martinho) | População da freguesia de Bougado (São Martinho) | População da freguesia de Bougado (São Martinho) | População da freguesia de Bougado (São Martinho) |
| ------------------------------------------------ | ------------------------------------------------ | ------------------------------------------------ | ------------------------------------------------ | ------------------------------------------------ | ------------------------------------------------ | ------------------------------------------------ | ------------------------------------------------ | ------------------------------------------------ | ------------------------------------------------ | ------------------------------------------------ | ------------------------------------------------ | ------------------------------------------------ | ------------------------------------------------ | ------------------------------------------------ |
| 1864                                             | 1878                                             | 1890                                             | 1900                                             | 1911                                             | 1920                                             | 1930                                             | 1940                                             | 1950                                             | 1960                                             | 1970                                             | 1981                                             | 1991                                             | 2001                                             | 2011                                             |
| 1 007                                            | 1 164                                            | 1 413                                            | 1 540                                            | 1 875                                            | 2 230                                            | 2 710                                            | 3 586                                            | 4 835                                            | 6 023                                            | 7 886                                            | 10 372                                           | 11 304                                           | 13 933                                           | 15 190                                           |

Nos censos de 1864 a 1991 fazia parte do concelho de Santo Tirso
| Distribuição da População por Grupos Etários | Distribuição da População por Grupos Etários | Distribuição da População por Grupos Etários | Distribuição da População por Grupos Etários | Distribuição da População por Grupos Etários | Distribuição da População por Grupos Etários | Distribuição da População por Grupos Etários | Distribuição da População por Grupos Etários | Distribuição da População por Grupos Etários | Distribuição da População por Grupos Etários |
| -------------------------------------------- | -------------------------------------------- | -------------------------------------------- | -------------------------------------------- | -------------------------------------------- | -------------------------------------------- | -------------------------------------------- | -------------------------------------------- | -------------------------------------------- | -------------------------------------------- |
| Ano                                          | 0-14 Anos                                    | 15-24 Anos                                   | 25-64 Anos                                   | > 65 Anos                                    |                                              | 0-14 Anos                                    | 15-24 Anos                                   | 25-64 Anos                                   | > 65 Anos                                    |
| 2001                                         | 2 760                                        | 2 090                                        | 7 786                                        | 1 297                                        |                                              | 19,8%                                        | 15,0%                                        | 55,9%                                        | 9,3%                                         |
| 2011                                         | 2 353                                        | 2 022                                        | 8 877                                        | 1 938                                        |                                              | 15,5%                                        | 13,3%                                        | 58,4%                                        | 12,8%                                        |

Média do País no censo de 2001:  0/14 Anos-16,0%; 15/24 Anos-14,3%; 25/64 Anos-53,4%; 65 e mais Anos-16,4%
Média do País no censo de 2011:   0/14 Anos-14,9%; 15/24 Anos-10,9%; 25/64 Anos-55,2%; 65 e mais Anos-19,0%